# Калмык, Валерия Николаевна
Вале́рия Никола́евна Калмы́к (11 июля 1940 — 1997) — советский, российский дипломат.

## Биография
Окончила Московский государственный университет им. М. В. Ломоносова.
Член ЦК ВЛКСМ, старший преподаватель филологического факультета МГУ, первый секретарь комитета ВЛКСМ МГУ, член Ленинского райкома ВЛКСМ, член бюро МГК ВЛКСМ. Секретарь Международной демократической федерации женщин (МДФЖ) от СССР. С 1987 года — заместитель председателя Комитета советских женщин.
С 21 марта 1991 по 24 июля 1996 года — чрезвычайный и полномочный посол СССР, затем (с 1991 года) Российской Федерации в Коста-Рике. Работала начальником Управления по культурным связям МИД России.
Награждена орденом «Знак Почёта».

## Дипломатический ранг
Чрезвычайный и полномочный посланник 1 класса (21 марта 1991).

## Семья
Была замужем, есть дочь.